# Chantrigné
Chantrigné är en kommun i departementet Mayenne i regionen Pays de la Loire i nordvästra Frankrike. Kommunen ligger i kantonen Ambrières-les-Vallées som tillhör arrondissementet Mayenne. År 2022 hade Chantrigné 599 invånare.

## Befolkningsutveckling
Antalet invånare i kommunen Chantrigné
| Referens: INSEE |